# سياسة دخول فرد وخروج الآخر

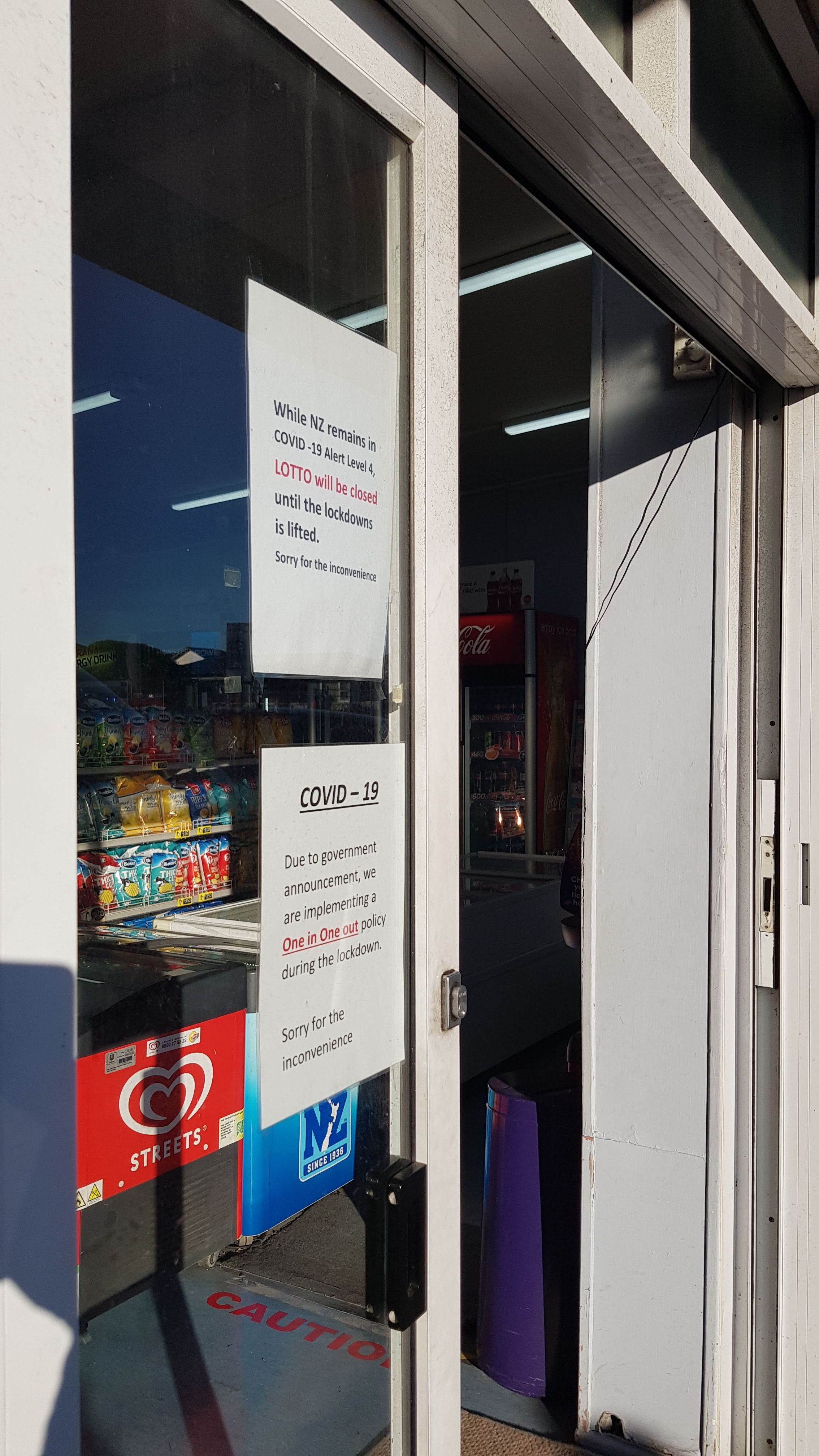

سياسة دخول فرد وخروج آخر (one in, one out policy) تُستخدم للسيطرة على عدد الأفراد في مكان أو مبنى واحد في أي وقت محدد.  فعندما يصل مكان أو مبنى ما إلى أقصى سعة، فأي دخول إضافي يُسمح به فقط عند مغادرة شخصٍ ما.  وتستخدم هذه السياسة بشكلٍ خاص في النوادي الليلية والبارات ومعظم المنشآت العسكرية.